# Valentin Crețu (cầu thủ bóng đá)
Valentin Iulian Crețu (sinh ngày 2 tháng 1 năm 1989) là một hậu vệ bóng đá người România thi đấu cho Gaz Metan Mediaș.
Anh có trận đấu đầu tiên tại Liga I cho Rapid București, là với Petrolul Ploiești.